# نادين (ممثلة مصرية)
نادين (27 مايو 1978 -)، ممثلة مصرية. درست في مدرسة القلب المقدس بالقاهرة، ثم إلتحقت بكلية التجارة (جامعة عين شمس)، كما كاتت تعمل باليرينا في دار الأوبرا المصرية، وهذا ما أهل لاختيارها لبطولة فوازير رمضان (جيران الهنا) حيث كان قطاع الإنتاج يبحث عن بطلة للفوازير فتم ترشيحها لها، وبعد نجاحها في الفوازير قدمت بالسنة التالية فوازير (مانستغناش)، وشاركت بعد ذلك ببطولة مسلسل (خيال الظل) ومسرحية (ملاعيب)، ثم قدمت بطولتها السينمائية الأولى بفيلم (صعيدي رايح جاي)، ثم توقفت عن التمثيل واعلنت عن اعتزالها. وفي عام 2018 عادت للتمثيل من جديد وذلك بمشاركتها في مسلسل (ليالي أوجيني).

## الأدوار
- اولاد عابد - 2023 - (منال)
- ليه لاء٣ - 2023 - (نوشكا)
- مين قال؟! - 2022 - (امينة)
- ورا كل باب - 2022 - (چيچي)
- خلي بالك من زيزي - 2021 - (سيلين)
- ليالي أوجيني - 2018 - (لولا)
- صعيدي رايح جاي - 2001 - (دينا)
- خيال الظل - 2000 - (ليلى)
- ملاعيب - 1999
- مانستغناش - 1998
- جيران الهنا - 1997